# Roberto Coáguila
Roberto Coaguila (Camaná, Departamento de Arequipa, 28 de octubre de 1981) es un exfutbolista peruano. Jugaba de volante. Tiene 43 años. 

## Clubes
| Club                    | País | Año         |
| ----------------------- | ---- | ----------- |
| Defensor Piérola        | Perú |             |
| Atlético Universidad    | Perú | 2002 - 2005 |
| Atlético Mollendo       | Perú | 2005        |
| Melgar                  | Perú | 2006 - 2010 |
| Unión Minas (Orcopampa) | Perú | 2011        |
| Defensor Piérola        | Perú | 2012        |
| Sportivo Huracán        | Perú | 2012        |
| Saetas de Oro           | Perú | 2013        |

## Palmarés

### Campeonatos nacionales
| Título    | Club                 | País | Año  |
| --------- | -------------------- | ---- | ---- |
| Copa Perú | Atlético Universidad | Perú | 2002 |